# Lucien Babiole
Lucien Babiole (Lédergues, 1907- ?) was een Franse tractorbouwer.
Babiole kwam uit een familie van landbouwers en had twee broers. Lucien Babiole verliet zijn woonplaats niet ver van Albi om in Parijs te gaan werken. Hij was leerling en dankzij moed en ambitie slaagde hij er in om zijn onderneming te starten. Al snel gingen de zaken goed. Uiteindelijk draaide de onderneming uit op een faillissement in 1957. Het bedrijf werd overgenomen door TRACFOR die de productie hervatte.
Lucien Babiole was pionier, hij durfde zelfs zijn tractoren levenslang te garanderen. Vanaf 1950 begint hij kleine landbouwtractoren te vervaardigen met een Peugeotmotor. De eerste is de T6 een tractor van 20 Pk. Deze wordt gevolgd door de Super Babi in 1953 en de Multi Babi in 1954, beiden worden eveneens aangedreven met een Peugeot 203-motor. Super HD en HDL worden aangedreven door een Perkins motor (28/32 Pk) en worden in 1955 toegevoegd aan de catalogus. De productie van Babiole culmineert en heeft meer dan 1400 eenheden in 1954 en 1955. Vanaf 1956 ruimen Super Babi en Multi Babi het veld voor de reeks T, ST en STP met een Peugeot 403 motor. De reeks wordt opnieuw gewijzigd met BL35 en BL18, maar de achteruitgang is reeds begonnen en Babiole zal slechts 52 tractoren in 1959 vervaardigen waarvan 36 keer de BL35 en 15 keer de BL18 en een enkele SHD. Op 10 juni 1959 houdt Babiole ermee op.
Bij Babiole zijn meer dan 3000 tractoren van verschillende modellen weggegaan waarvan Multi Babi 203, Super Babi 203, Super HL en vele andere.
Lucien Babiole sloot zich bij een partner aan die over voldoende financiële middelen beschikte, zodat zijn onderneming steeg. Vanaf 1948 begon Lucien Babiole rupstractoren te bouwen. Vanaf 1951 en tot in 1953 werden de rupstractoren veranderd door ingenieur Gregoire in tractoren op wielen en nam deel aan de uitwerking van T6, T7 en Multi Babi 203.